# Harry Yven
Harry Yven (24 aprile 1912 – 24 febbraio 1988) è stato un calciatore norvegese, di ruolo attaccante.

## Carriera

### Club
Yven vestì la maglia del Sarpsborg dal 1929 al 1949. Vinse quattro edizioni della Norgesmesterskapet, in questo periodo: 1929, 1939, 1948 e 1949.

### Nazionale
Yven conta 3 presenze per la Norvegia. Esordì il 25 maggio 1931, nella sconfitta per 3-1 contro la Danimarca. Il 17 settembre 1939, arrivò la sua unica rete: sebbene inutile ai fini del risultato, fu autore di un gol nella sconfitta per 2-3 contro la Svezia.

## Palmarès

### Club

#### Competizioni nazionali
- Coppa di Norvegia: 4

Sarpsborg: 1929, 1939, 1948, 1949